# 千葉徳穂
千葉 德穗（ちば のりお、1925年9月10日 - 2005年3月13日）は旧宮城県栗原郡築館町の町長。

## 来歴
國學院大學卒業。高校の国語教員、宮城県佐沼高等学校の教頭などを経て1992年6月7日に築館町町長に就任し、その後4回連続して当選し、町長職を生涯全うした。同町の合併により2005年3月13日に行われた閉町式の晩に、自宅にて死去。享年79。
名前の「のりお」は正確には二文字とも旧字体で「德穗」と表記するが、一般に「徳穂」と表記される場合が多い。